# Теудігізел
Теудігізел або Теодіскл (Theudigisclus — ознаає «Запорука народу»; близько 500—549) — король вестготів в Іспанії та Септиманії у 548–549 роках.

## Життєпис
Походив із впливового вестготського роду (за іншою версію був остготом, сином короля Теодахада). Про батьків немає відомостей. Народився близько 500 року. Кар'єру розпочав ще за правління Амаларіха. За часів короля Теудіса обіймав посаду очільника військ (дукса) на півночі Іспанії.
У 542 під час нападу франкських королів Хільдеберта I і Хлотаря I на володіння вестготів Теудігізел, отримавши від франків хабара, по-зрадницькому дав ворогові пройти через піренейські ущелини (неподалік від теперішнього муніципалітету Лусайде в Наваррі) з величезною здобиччю, хоча мав блискучу можливість їх розгромити.
У 548 брав участь у змові проти короля Теудіса, якого вбито у Севільї. Після цього знать обрала його новим королем. Із самого початку Теудігізел, будучи ревним аріанином, став переслідувати прихильників ортодоксально-нікейської церкви. Він публічно оскверняв сімейні узи багатьох магнатів і вирішив їх убити. Проте його плани випередила група змовників: короля було вбито на бенкеті в Севільї у грудні 549 року. Коли він бенкетував зі своїми друзями й від душі веселився, раптово згасли світильники, і він загинув, лежачи за столом, від меча своїх ворогів, які перерізали йому горло.